# Leite-de-amêndoa

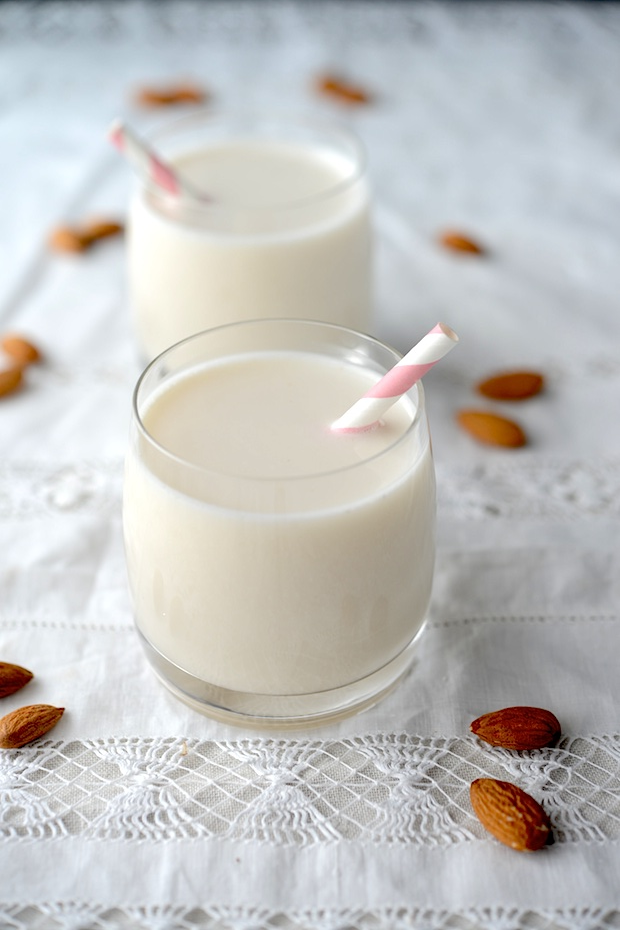
Leite de amêndoas caseiro

O leite de amêndoas é um líquido com aparência de leite, feito com puré de amêndoas e água, com uma textura cremosa e sabor de nozes embora outros tipos ou marcas sejam aromatizados em imitação de leite de vaca. Não contém nem colesterol nem lactose, e é freqüentemente consumido por aqueles que são intolerantes à lactose e outros que desejam evitar produtos lácteos, incluindo veganos. O leite de amêndoa comercial vem em vários sabores diferentes: adoçados, sem açúcar, simples, baunilha e chocolate, e é geralmente fortificado com micronutrientes. Também pode ser feito em casa usando um liquidificador, amêndoas e água. É popular como uma bebida refrescante no norte de África e Médio Oriente, região predominantemente muçulmana. Mais recentemente, tornou-se também uma bebida relativamente popular no ocidente, principalmente entre os vegetarianos.
As vendas de leite de amêndoa ultrapassaram as de leite de soja nos Estados Unidos em 2013, e em maio de 2014 abrangiam dois terços do mercado de leite vegetal dos Estados Unidos. Em Nova York, em 2015, uma ação judicial foi movida contra dois fabricantes de leite de amêndoa, alegando que o teor real de amêndoas em produtos comercializados era inesperadamente baixo. No Reino Unido, as vendas de leite de amêndoa aumentaram de 36 milhões de litros (7,9 milhões de galões imperiais; 9,5 milhões de galões americanos) em 2011 para 92 milhões de litros (20 milhões de galões imperiais; 24 milhões de galões americanos) em 2013.

## História
Na Idade Média, o leite de amêndoa era conhecido tanto no mundo islâmico quanto na cristandade. Como uma noz (o "fruto de uma planta"), é adequada para consumo durante a quaresma. Livros de receitas medievais sugerem que a aristocracia observava o jejum estritamente. Por exemplo, um purê fino de ervilha, às vezes enriquecido com caldo de peixe ou leite de amêndoa (produzido por amêndoas moídas em fogo brando na água), substituía o caldo de carne em dias de jejum; e o leite de amêndoa era um substituto geral (e caro) do leite de vaca.
No entanto, em muitas das áreas de consumo mais tradicionais do leite de amêndoa, o leite de vaca não é consumido comumente e as amêndoas são produzidas em grandes quantidades, tornando, o leite de amêndoa, uma bebida mais comum.
Na culinária do Irã, uma sobremesa à base de leite de amêndoa chamada harireh badam (sopa de amêndoa) é, tradicionalmente, servida durante o Ramadã.

## Comércio
Nos Estados Unidos, o leite de amêndoa estava restrito ao setor de "alimentos saudáveis" até o início dos anos 2000, quando sua popularidade começou a aumentar. Somente em 2011, as vendas de leite de amêndoa aumentaram 79%. Em 2013, ultrapassou o leite de soja como o mais popular leite vegetal nos Estados Unidos. A partir de 2014, representou 60% das vendas de leite de plantas e 4,1% do total de vendas de leite nos Estados Unidos.:2–3 As marcas populares de leite de amêndoa incluem a Blue Diamond e a WhiteWave. A Blue Diamond e a WhiteWave estão envolvidas em uma ação coletiva, alegando que a rotulagem do leite de amêndoa engana os consumidores, fazendo-os acreditar que o produto contém mais do que os 2% de amêndoas que contém.
Nas regiões italianas da Sicília, da Apúlia, da Calábria e da Campânia, o leite de amêndoa é um produto com denominação de origem protegida.

## Nutrição
|                        | Leite de vaca (toda a vitamina D adicionada) | Leite de soja (sem açúcar; cálcio, vitaminas A e D adicionadas) | Leite de amêndoa (sem açúcar) |
| ---------------------- | -------------------------------------------- | --------------------------------------------------------------- | ----------------------------- |
| Calorias (copo, 243 g) | 149                                          | 80                                                              | 39                            |
| Proteína (g)           | 7,69                                         | 6,95                                                            | 1,55                          |
| Gordura (g)            | 7,93                                         | 3,91                                                            | 2,88                          |
| Gorduras saturadas (g) | 4,55                                         | 0,5                                                             | 0                             |
| Carboidratos (g)       | 11,71                                        | 4,23                                                            | 1,52                          |
| Fibras (g)             | 0                                            | 1,2                                                             | 0                             |
| Açúcares (g)           | 12,32                                        | 1                                                               | 0                             |
| Cálcio (mg)            | 276                                          | 301                                                             | 516                           |
| Potássio (mg)          | 322                                          | 292                                                             | 176                           |
| Sódio (mg)             | 105                                          | 90                                                              | 186                           |
| Vitamina B12 (µg)      | 1,10                                         | 2,70                                                            | 0                             |
| Vitamina A (IU)        | 395                                          | 503                                                             | 372                           |
| Vitamina D (IU)        | 124                                          | 119                                                             | 110                           |
| Colesterol (mg)        | 24                                           | 0                                                               | 0                             |

Se não fortificado, o leite de amêndoa tem menos vitamina D do que o leite de vaca fortificado; na América do Norte, o leite de vaca deve ser fortificado com vitamina D, mas as vitaminas são adicionadas aos leites de plantas voluntariamente.  Devido ao seu baixo teor proteico, o leite de amêndoa não é um substituto adequado para o leite materno ou fórmulas hidrolisadas para crianças menores de dois anos de idade.

## Produção
O método básico da produção de leite de amêndoa doméstica moderna é moer amêndoas em um liquidificador com água, depois coar a polpa de amêndoa com um coador ou gaze. O leite de amêndoa também pode ser feito adicionando água à manteiga de amêndoa.
Em julho de 2015, uma ação coletiva foi colocada em Nova York contra dois fabricantes americanos, Blue Diamond Growers e White Wave Foods, por propaganda enganosa no rótulo do produto sobre a pequena quantidade de amêndoas (apenas 2%), na verdade, no produto final. Em outubro de 2015, um juiz negou o pedido dos consumidores através de uma liminar.

## Sustentabilidade
A maioria das amêndoas americanas é cultivada no estado da Califórnia. À luz dos recentes problemas da seca na Califórnia, tornou-se mais difícil cultivar amêndoas de maneira sustentável. A questão torna-se complexa devido à grande quantidade de água necessária para produzir amêndoas. Estudos mostram que uma única amêndoa requer aproximadamente 1,1 galões americanos (0,92 galões imperiais; 4,2 litros) de água para crescer adequadamente.